# AFC Amsterdam
Der Amsterdamsche Football Club – in der Umgangssprache AFC – ist ein niederländischer Amateurfußballverein aus der Hauptstadt Amsterdam. Er gehört zu den ältesten und größten Amateurvereinen des Landes. Die Heimspiele finden am Sportpark Goed Genoeg statt. Die Farben sind rot und schwarz.

## Erfolge
- Meister Tweede Divisie: 2018/19
- Meister Topklasse Sonntag: 2013/14
- Meister Hoofdklasse A Sonntag: 2009/10